# Городской стадион (Бельцы)
Городской стадион (рум. Stadionul Orășenesc), также известный как Олимпийский стадион города Бельцы (рум. Stadionul Olimpia Bălți) — многофункциональный стадион в городе Бельцы (Молдавия), домашняя арена ФК «Бельцы».
Стадион построен в 1955 году, имеет две трибуны. Они оборудованы индивидуальными пластиковыми сиденьями. Стадион вмещает 5953 зрителя. Поле оборудовано естественным травяным покрытием. Вокруг футбольного поля расположены легкоатлетические дорожки.